# Messier 102
NGC 5866 ou Galáxia do Fuso (e possivelmente Messier 102) é uma galáxia lenticular localizada a cerca de quarenta milhões de anos-luz (aproximadamente 12,26 megaparsecs) de distância na direção da constelação do Dragão. Possui uma magnitude aparente de 9,9, uma declinação de +55º 45' 47" e uma ascensão reta de 15 horas, 06 minutos e 29,3 segundos. Contudo, devido à razões históricas, existe a possibilidade de Messier 102 ser uma duplicata de Messier 101.

## Controvérsias
Messier 102 tem sido considerado um objeto perdido por muito tempo e frequentemente tem sido tomado como uma duplicação de Messier 101 no catálogo de objetos do céu profundo do astrônomo francês Charles Messier. Por outro lado, evidências históricas dão conta que M102 poderia ser a galáxia NGC 5866.
Em meados de 1781, Messier e seu assistente , Pierre Méchain, empreenderam um grande projeto com o intuito de descobrir e catalogar novos objetos do céu profundo: em abril daquele ano, ambos já tinham verificado as posições de 100 objetos. A data limite para novas adições ao anuário astronômico francês Connaissance des temps estava se aproximando e Messier adicionou outros três objetos descobertos por Méchain, Messier 101, 102 e 103, sem a devida verificação de suas posições. A versão impressa do catálogo contém uma única posição para M101 e M102 e apenas as descrições para M103 são fornecidas. Contudo, Messier adicionou as posições de ambos os objetos em sua cópia pessoal e sempre houve consenso sobre a identidade de M101 e M103.
Cerca de dois anos depois, Méchain retratou sua descoberta e afirmou que sua observação tinha sido um erro, uma observação duplicada de M101. Em 6 de maio de 1783, escreveu uma carta a Jacob Bernoulli onde descreve suas observações de "nebulosas" que não estavam na edição do catálogo de 1781. Com base nessa carta, Helen Sawyer Hogg em 1947 e Owen Gingerich em 1953 adicionaram os objetos M104 a M109 na versão moderna do catálogo.

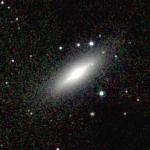
Messier 102, projeto 2MASS

Esta retratação foi esquecida por muito tempo e somente foi recuperada por Sawyer Hogg em 1947/48 e adotada por vários autores subseqüentes, como Gingerich, Kenneth Glyn Jones, John Mallas e Evered Kreimer. No entanto, subsistiram algumas dúvidas em relação à retração de Méchain. Primeiramente, tanto Méchain quanto Messier eram observadores muito cuidadosos e M102 seria o único erro grosseiro do catálogo. Além disso, as descrições para M101 e M102 diferem notavelmente.
Méchain publicou sua retratação somente para o Berliner Astronomisches Jahrbuch dois anos após a publicação da "descoberta". Em particular, a retratação nunca foi publicada no Connaissance des temps, onde o catálogo foi primeiramente impresso e onde Méchain serviu como editor-chefe entre 1785 e 1792, nem nos volumes da Académie des sciences. Além disso, existe um objeto astronômico que corresponde perfeitamente às descrições de Méchain, mas que contém um erro óbvio: a estrela Omicron Boötis está a cerca de 40 graus de distância a sul, na esfera celeste, da estrela Iota Draconis. Portanto, é impossível localizar qualquer objeto em particular a partir dessas estrelas de referência. Muito provavelmente, ocorreu um erro grosseiro na descrição de uma das estrelas.
John Louis Emil Dreyer, em sua notas e correções para o New General Catalogue, especulou que Iota Draconis tinha sido confundido com Iota Serpentis. Com isso, M102 poderia estar situado próximo da posição da galáxia NGC 5928, mas essa hipótese pode ser descartada com grande certeza por causa de seu brilho de apenas 14 em magnitude aparente: os mais fracos objetos do catálogo de Messier são de aproximadamente 10 em magnitude.
Mais provavelmente, em particular a partir da similaridade dos caracteres gregos, surge a hipótese de que "Omicron" seria um erro de impressão e que na verdade na estrela seria Theta Boötis, como sugerido pelo almirante William Henry Smyth em seu "Catálogo Bedford". Neste caso, M102 poderia ser um membro de um pequeno grupo de galáxias localizada na região, cerca de 3 graus a sudoeste de Iota Draconis. A mais brilhante destas galáxias, NGC 5866, é uma galáxia lenticular de magnitude 10, suficiente brilhante para os instrumentos dos dois franceses. É mais brilhante do que os objetos Messier 76, 91, 98 e 108, e aproximadamente igual M97 e M99.
NGC 5866 foi sugerido pela primeira vez como candidato ao objeto perdido em 1917 por Camille Flammarion, que havia adquirido as cópias pessoais de Messier. Além disso, outro fato torna NGC 5866 bom candidato para M102: situado próximo a ele, cerca de 1 grau ao sul, situa-se a estrela de magnitude aparente 5,25 HR 5635, adequada para ajudar a encontrar o objeto. Portanto, é uma boa candidata para ser a "estrela de magnitude 6" mencionada na descrição de Méchain e Messier: não há nenhuma estrela útil nas vizinhanças de M101 no céu noturno.
Ainda mais importante para a identificação de M102 é a evidência histórica que Charles Messier provavelmente tenha observado NGC 5866 na tentativa de verificar o objeto M102. Em sua cópia pessoal do catálogo, o astrônomo francês acrescentou posições aproximadas para ambos os objetos M102 e M103, provavelmente logo após a sua publicação em 1781. Estas posições só foram publicadas novamente por Flammarion em 1921.
Porém, novamente há erros na descrição do astrônomo francês: não há nenhum objeto óbvio perto da posição descrita por Messier. Mas considerando válido que a referência a "Omicron" seria um erro de impressão e que na verdade seria "Theta", existe de fato um objeto que está situado quase exatamente 5 graus da descrição dada inicialmente por Messier: NGC 5866.
Messier usava cotidianamente cartas celestes com grades de linhas com divisões a cada 5 graus e pode ter ocorrido um erro na rotulação do objeto. O astrônomo francês tinha cometido um erro semelhante na redução de dados para o cálculo da posição de um outro objeto ausente, M48, que também tinha um desvio de 5 graus.
Portanto, parece provável que Charles Messier tenha observado NGC 5866 quando media a posição de M102, objeto que ele provavelmente poderia localizar sem muita dificuldade por causa da descrição acurada de Méchain, mas devido a algum erro reducional, foi plotado exatamente 5 graus a oeste de sua posição correta.

## Características
Considerando Messier 102 como a galáxia NGC 5866, é uma galáxia lenticular de magnitude aparente 9,9. É vista praticamente de perfil e exibe uma faixa mais escura, composta de poeira interestelar, inclinada cerca de dois graus em relação ao plano galáctico. Contém um magnífico sistema de aglomerados globulares.
Sua distância em relação à Terra foi estimada entre 40 e 50 milhões de anos-luz e seu comprimento aparente de 5,3 minutos de grau corresponde a um diâmetro real de 69 000 anos-luz.
É a mais brilhante de seu grupo galáctico, o grupo NGC 5866, que também contém as galáxias NGC 5907, 5879, 5870, 5866 (A e B) e as galáxias UGC 9776 e PGC 54577. O casal Geoffrey e Margaret Burbidge estimaram sua massa em 1 trilhão de massas solares. Até o momento, nenhuma supernova na galáxia foi registrada.
É visível em telescópios amadores como uma galáxia elíptica dotada de um núcleo brilhante, e telescopios maiores mostram sua linha de poeira e outros detalhes.